# Nacionalisme albanès

Bandera nacional d'Albània.

El nacionalisme albanès és un grup d'idees i conceptes generals entre els albanesos ètnics. Es va formar a principis del segle xix, durant l'anomenat Despertar Nacional Albanès. El terme també s'associa amb conceptes similars, com el albanesisme i el pan-albanisme i idees que portarien a la formació de la Gran Albània.
Algunes d'aquestes idees es van adoptar parcialment durant la República Popular d'Albània, proclamada en 1946, que se centrava en la continuïtat entre els il·liris i els albanesos. No obstant això, els valors fonamentals del Despertar Nacional Albanès romanen arrelats fins i tot en l'actualitat. I la ideologia desenvolupada durant el règim de Enver Hoxha es troba encara parcialment present (encara que "sembla que hi hagi voluntat de canvi") en la societat i institucions albaneses modernes, a Albània i Kosovo.
Els albanesos es consideren descendents dels ilirios, encara que no hi hagi cap suport científic a aquesta teoria. La idea vuitcentista dels albanesos eren descientes dels pelasgos i que els etruscs tenien orígens ilirios encara es troba present en certs cercles albanesos. Aquestes idees semblen formar part de la creació un mite que permetria la creació de moviments independentistes.

## Mites nacionals
Una teoria, ara obsoleta, en l'origen dels albanesos és que descendeixen de la pelasgos, un terme ampli utilitzat pels autors clàssics per referir-se als habitants autòctons de Grècia. Aquesta teoria va ser desenvolupada pel lingüista austríac Johann Georg von Hahn en la seva obra Albanesiche Studien en 1854. Segons Hahn, els pelasgos van ser els proto- albanesos originals i l'idioma parlat pels pelasgos, ilirios, epirotas i antics macedonis estan estretament relacionats.
Aquesta teoria va atreure ràpidament el recolzo en els cercles d'Albània, ja que establia un reclam de precedència sobre altres nacions dels Balcans, en particular els grecs. A més d'establir el "dret històric" al territori, aquesta teoria també establia que l'antiga civilització grega i els seus assoliments van tenir un origen "albanès". La teoria va guanyar el suport incondicional dels publicistes albanesos de principis del segle xx, però va ser rebutjada pels estudiosos actuals. La teoria dels orígens pelasgos dels albanesos va tenir cert suport durant els anys de l'Albània comunista, a pesar que la teoria "iliria" tendia a predominar. La ideologia protocronista desenvolupada en l'Albània comunista va ser directament presa de la ideologia protocronista original desenvolupada en la Romania comunista.
Entre les reclamacions controvertides figuren Aristòtil, Pirro de Epiro, Alejandro Magne i Filip II de Macedònia (juntament amb tots els antics macedonis) van ser pelasgos-ilirios-albanesos i aquella antiga cultura grega (i per tant el resultat de la civilització hel·lenística) havia estat estesa per albanesos. Els macedonis es consideren avantpassats (entre diversos altres) dels albanesos. Els déus grecs antics són també vists com a "albanesos".
Robert d'Angely és un dels autors que tracta de tornar a realitzar les reclamacions del segle xix que els albanesos descendeixen dels pobles més antics, els pelasgos, i que la "raça blanca" europea descendeix d'aquestes persones. Segons Angély, no existeix el poble grec o nació grega (escriu que els grecs es van barrejar amb els semites) i que els antics grecs eren pelasgos albanesos.
Edwin Everett Jacques, un missioner nord-americà del segle xix a Albània en el seu llibre The Albanians: An Ethnic History from Prehistoric Times to the Present («Els albanesos: Una història ètnica des de la Prehistòria fins al present») va recolzar i va recrear aquestes nocions en considerar a tots els antics grecs com a albanesos.
El notable novel·lista albanès Ismail Kadare, guanyador del Premi Internacional Man Booker en 2005 i del Premio Príncep d'Astúries en 2009, assegura que els albanesos són més grecs que els propis grecs, i tracten de construir una continuïtat entre Grècia i els ilirios.

### Època comunista (1945-1991)
En l'Albània comunista, el teòric origen ilirio dels albanesos —sense negar les arrels pelasgas, teoria que ha estat revitalitzada en l'actualitat— ha seguit exercint un paper significatiu en el nacionalisme albanès, donant lloc a un ressorgiment de noms suposadament d'origen "ilirio", a expenses nomenis associats amb el cristianisme. Aquesta tendència s'havia originat amb la Rilindja del segle xix, però es va convertir en extrema després de 1944, quan es va convertir en la doctrina declarada del règim comunista per enderrocar els noms de pila cristians o islàmics. Els noms ideològicament acceptats pel règim van aparèixer en una llista en la Fjalor em emra njerëzish (1982). Aquests podrien ser paraules natives albanesos com Flutur («papallona»), relacionats amb el comunisme com Proletare, o "ilirios" recopilats de l'epigrafia per la necròpoli oposada a Dirràquium entre 1958 i 1960.
Al principi, els escriptors nacionalistes albanesos van optar pels pelasgos com els avantpassats dels albanesos, però ja que aquesta forma de nacionalisme va florir en l'Albània comunista sota Enver Hoxha, els pelasgos van ser un element secundari en la teoria dels orígens ilirios dels albanesos, que podria reclamar algun tipus de recolzo en l'àmbit acadèmic. La teoria de l'ascendència de Iliria aviat es va convertir en un dels pilars del nacionalisme albanès, especialment perquè podria proporcionar alguna evidència de la continuïtat d'una presència albanesa tant a Kosovo com en el sud d'Albània, és a dir, les àrees que van ser objecte dels conflictes ètnics entre albanesos, serbis i grecs.
Sota el règim de Enver Hoxha va ser promoguda una etnogénesis autòctona i els antropòlegs físics van tractar de demostrar que els albanesos eren diferents dels d'altres poblacions indoeuropees, una teoria ara també refutada. Els arqueòlegs albanesos de l'època comunista van afirmar que les antigues ciutats gregues, els déus, les idees, la cultura i personalitats destacades eren totalment ilirias (com per exemple Pirro de Epiro i la regió de Epiro). Van afirmar que els ilirios eren el poble més antic dels Balcans i van estendre l'idioma ilirio. Això continua en l'Albània postcomunista i s'ha estès a Kosovo. Les teories nacionalistes desenvolupades durant el comunisme han sobreviscut gairebé intactes fins als nostres dies.

## Desenvolupament en l'era postcomunista

### Educació moderna
Els llibres escolars alabaneses afirmen que els ilirios són els descendents dels pelasgos. De forma característica, a les escoles albaneses s'ensenya als alumnes que Alejandro Magne i Aristòtil eren d'ètnia albanesa.

### Impacte en la cultura i societat modernes d'Albània
Les teories nacionalistes desenvolupades durant el comunisme han sobreviscut gairebé intactes fins als nostres dies. La teoria pelasga, especialment, és la que ha reaparegut amb major força en l'actualitat. El Kanun albanès, un molt antic conjunt de lleis que encara s'aplica parcialment a diverses zones del nord d'Albània, podria haver estat heretat dels ilirios. Muzafer Korkuti, una de les figures dominants en l'arqueologia d'Albània després de la guerra i ara director de l'Institut d'Arqueologia de Tirana, va assegurar en una entrevista el 10 de juliol de 2002:
"L'arqueologia és part de la política del partit que en aquest moment està en el poder i això ho entenia millor que ningú Enver Hoxha. El folklore i l'arqueologia es van respectar perquè són els indicadors de la nació, i un partit que mostra respecte per la identitat nacional és escoltat pel poble; bons o dolents. Enver Hoxha va fer això com ho va fer Hitler. A Alemanya, en la dècada de 1930 es va produir un increment en els estudis dels Balcans i els idiomes i això també era part del nacionalisme".
Els suposats noms "ilirios" que el règim comunista va generar se segueixen utilitzant avui dia. El museu a la capital, Tirana, té un bust de Pirro de Epiro al costat del bust de Teuta (un ilirio), i sota a Skënderbeu, el noble medieval albanès.

### Influència en la diàspora albanesa
El periòdic albanès als Estats Units es diu Illyria i les empreses albaneses a l'estranger prenen el nom de Iliria com Illyria Holdings a Suïssa o el Banc Ilirio Suís-Albanès.
Una companyia albanesa als Estats Units, Illyria Entertaintment, està planejant un documental que anomena els il·liris "el poble oblidat més gran" que "va contribuir a la formació i al desenvolupament de la civilització occidental", "embolicat en mite i llegenda" encara que no es coneix gairebé res dels seus mites (els déus il·liris) "abans de la caiguda de la Grècia clàssica i l'aixecament de l'Imperi Romano" a pesar que el primer registre sobre els il·liris prové del segle iv aC, d'un escriptor grec.

### Influència en el moviment secessionista de Kosovo

Bandera proposada per l'ex president Ibrahim Rugova per a Kosovo abans de proclamar la independència, amb la paraula Dardania dins de l'escut.

Aquest tipus d'ideologia s'ha estès a Kosovo. La lluita per l'alliberament de Kosovo de la dominació sèrbia es va convertir en la lluita per la recuperació de l'antiga terra dels dárdanos i, per tant, una recreació del seu antic regne.
El concepte de la descendència de Iliria va ser impossible d'erradicar a Kosovo malgrat la supressió pels serbis. També han estat educats en la creença que la seva nació és la més antiga dels Balcans, descendents directes dels antics dárdanos, una branca dels ilirios que suposadament havien habitat la regió durant molts segles abans de l'arribada dels "intrusos" eslaus. De fet, alguns albanokosovares es refereixen a Kosovo com Dardania. L'ex president de Kosovo, Ibrahim Rugova havia estat un partidari entusiasta d'una identitat "dardana" i la seva bandera i l'escut presidencial feien referència a aquesta identitat nacional. No obstant això, no és reconeguda per cap potència internacional i el nom de "Kosova" segueix sent més àmpliament utilitzat entre la població albanesa.
El canvi de nom i la ideologia que ho acompanya té la intenció d'una arma en contra dels drets històrics serbis en afirmar que els albanesos eren els habitants originals de la regió. El cristianisme ortodox es considera una característica purament eslava i prefereixen el catolicisme romà, ja que els dárdanos eren catòlics romans i defensen que els eslaus van envair, van usurpar i van convertir les seves esglésies catòliques en ortodoxes. Els albanesos de Kosovo creuen que ells són els descendents directes dels ilirios, que ells van ser els primers cristians a Europa i que Sant Pablo havia estat en Dardania primer.

### Gran Albània

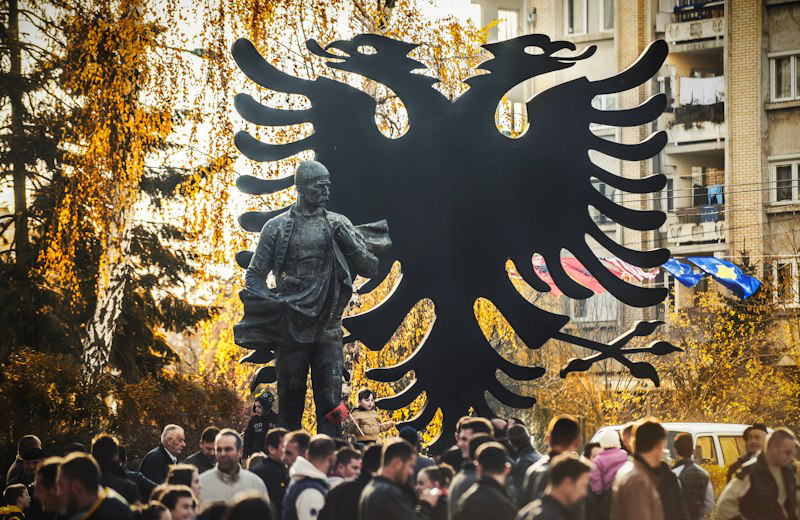
Estàtua de Isa Boletini al centre de Kosovska Mitrovica inaugurada durant les festivitats del 100.º aniversari de la independència d'Albània.

El terme «Gran Albània» o «Albània ètnica», com és anomenada pels mateixos nacionalistes albanesos, es refereix a un concepte irredentista de terres fora de les fronteres de la República d'Albània, que es consideren part d'una gran llar nacional per la majoria dels albanesos, sobre la base de la presència actual o històrica de poblacions albaneses en aquestes àrees. El terme inclou les reclamacions a Kosovo, així com territoris dels veïns Montenegro, Grècia i Macedònia del Nord.
Segons un informe de Gallup Balkan Monitor de 2010, la idea d'una Gran Albània és recolzada per la majoria dels albanesos d'Albània (63%), Kosovo (81%) i Macedònia del Nord (53%). En 2012, com a part de les celebracions pel 100.º aniversari de la independència d'Albània, el primer ministre Sali Berisha va parlar de "terres albaneses" que s'estenen des de Preveza a Grècia a Preševo a Sèrbia, i des de la capital macedònia de Skopje a la capital montenegrina de Podgorica, enfuriant a tots els veïns d'Albània. Els comentaris també van ser inscrits en un pergamí que es mostrarà en un museu a la ciutat de Vlore, on es va declarar la independència albanesa de l'Imperi Otomà en 1912.

### Iliriada
En 1992 activistes albanesos en Struga van proclamar també la fundació de la Republika i Iliridës amb la intenció d'obtenir certa autonomia o una federalización dins de Macedònia del Nord. La declaració només tenia un significat simbòlic i la idea d'un estat autònom de Iliriada (en albanès: Iliridë) no és acceptat oficialment pels polítics d'ètnia albanesa a Macedònia del Nord. El nom Iliriada és una altra forma de Iliria.

### Exèrcit d'Alliberament de Kosovo

Logo del KLA

L'Exèrcit d'Alliberament de Kosovo o KLA (en albanès, Ushtria Çlirimtare i Kosovës o UÇK) va ser un grup guerriller albanokosovar que pretenia la independència de Kosovo de Iugoslàvia en la dècada de 1990. Ells van lluitar contra l'Exèrcit iugoslau durant la guerra de Kosovo.

### Exèrcit Nacional Albanès

Logo del AKSh

L'Exèrcit Nacional Albanès (en albanès, Armata Kombëtare Shqiptare, AKSh), és una organització d'origen albanès estretament associat amb l'Exèrcit d'Alliberament de Kosovo que operen a Macedònia del Nord i Kosovo. El grup s'oposa a l'Acord de Ohrid, que va acabar el conflicte de Macedònia en 2001 entre els insurgents de l'Exèrcit d'Alliberament Nacional Macedoni i les forces de seguretat macedònies.

### FBKSh
El FBKSh (en albanès, Fronti i Bashkuar Kombetar Shqiptar, en castellà: «Front Unit Nacional Albanès») és una organització irredentista panalbanesa i braç polític del AKSh, que el seu objectiu és crear una "Albània Unida", una pàtria per a tots els albanesos. El FBKSh és considerat una organització terrorista.

### Exèrcit d'Alliberament Nacional (albanesos de Macedònia del Nord)

Logo del UÇK macedoni

L'Exèrcit d'Alliberament Nacional (en albanès, Ushtria Çlirimtare Kombëtare - UÇK; en macedoni, Ослободителна народна армија - ОНА), també conegut com el UÇK macedoni, era una organització insurgent i terrorista que operava a Macedònia del Nord el 2001 i estava estretament associat amb el KLA.

### Exèrcit d'Alliberament de Preševo, Medveđa i Bujanovac
L'Exèrcit d'Alliberament de Preševo, Medveđa i Bujanovac (en albanès, Ushtria Çlirimtare i Preshevës, Medvegjës dhe Bujanocit, UÇPMB; en serbi, Oslobodilačca Vojska Preševa, Medveđi i Bujanovca, ciríl·lic: Ослободилачка војска Прешева, Медвеђе и Бујановца) va ser un grup guerriller albanès de lluita per la secessió de Preševo, Medveđa i Bujanovac de la República Federal de Iugoslàvia (RFY). Preševo, Medveđa i Bujanovac eren en aquest moment municipis de la República de Sèrbia, en si mateixa una unitat federal de la República Federal de Iugoslàvia (que no ha de confondre's amb la RFS de Iugoslàvia); avui municipis de la Sèrbia moderna. Els tres municipis van ser llar de la majoria dels albanesos de Sèrbia central, al costat de Kosovo. Els uniformes d'aquest exèrcit, procediments i tàctiques reflectien les del dissolt Exèrcit d'Alliberament de Kosovo (ELK). Aquest grup va funcionar des de 1999 fins a 2001 i el seu objectiu era la secessió d'aquests municipis de Iugoslàvia i unir-se a ells per a un futur Kosovo independent.

### Exèrcit d'Alliberament de Chameria
L'Exèrcit d'Alliberament de Chameria (en albanès, Ushtria Çlirimtare i Çamërisë) és una formació paramilitar a la regió grega del nord de Epiro. Segons informes, l'organització està vinculada a l'Exèrcit d'Alliberament de Kosovo i l'Exèrcit d'Alliberament Nacional, ambdues organitzacions paramilitars d'ètnia albanesa a Sèrbia i Macedònia del Nord, respectivament.